# Gävle (commune)
La commune de Gävle est une commune du comté de Gävleborg dans l'est de la Suède. 983 141 personnes y vivaient en 2014. Son siège se trouve à Gävle.

## Localités principales
- Åbyggeby
- Bergby
- Björke
- Forsbacka
- Forsby
- Furuvik
- Gävle
- Hamrångefjärden
- Hedesunda (communauté de villages)
- Norrsundet
- Totra
- Trödje
- Valbo